# Beng (langue)
Pour les articles homonymes, voir Beng.
Le beng (bɛ̀ŋ en beng) est une langue mandée de Côte d'Ivoire. 
Le dialecte ngen, peut-être une langue étroitement liée, est orthographié de diverses manières, notamment gan ou ngan (du dioula), ngain, ngin ou nguin (du baoulé).
Paperno décrit le beng et le gbin comme deux branches principales du mandé du sud.

## Écriture
Un alphabet beng a été développé par Wolfgang Paesler de la Société internationale de linguistique dans les années 1980. Kouadio Destin et Denis Paperno ont développé une variante de cette orthographe en 2006.
| a | an | b | c  | d | e | ɛ  | ɛn | f | g | gb | i | in | j | k | kp | l | m |
| n | ny | ŋ | ŋm | o | ɔ | ɔn | p  | r | s | t  | u | un | v | w | y  | z |   |